# Ligurotettix coquilletti
Ligurotettix coquilletti är en insektsart som beskrevs av Mcneill 1897. Ligurotettix coquilletti ingår i släktet Ligurotettix och familjen gräshoppor. Inga underarter finns listade i Catalogue of Life.